# Itaocara
Itaocara è un comune del Brasile nello Stato di Rio de Janeiro, parte della mesoregione del Noroeste Fluminense e della microregione di Santo Antônio de Pádua.
Il comune è suddiviso in 6 distretti: Itaocara (sede comunale), Laranjais, Portela, Jaguarembé, Estrada Nova e Batatal.